# Susi
Susi é uma boneca brasileira fabricada pela Estrela, competindo com a Barbie pela preferência das meninas. No entanto, apesar de ser considerada uma boneca genuinamente brasileira, ela foi licenciada pela americana Ideal Toy Company: Tammy era o nome da boneca nos Estados Unidos.
Lançada em 1966, dela registra seu fabricante que "a Estrela introduziu nesse período outro conceito de grande sucesso: o de fashion doll, com a Susi – uma boneca que foi querida por diversas gerações de meninas brasileiras até 1985, quando deixou de ser fabricada, voltando a ser lançada em 1997 após serem distribuídas mais de 20 milhões de unidades.
Em 1970, a Estrela lançou o namorado da Susi: o Beto. Em seu relançamento em setembro de 2007, a Susi ganhou um corpo mais esguio. Suas pernas ficaram mais finas e delineadas, a cintura também afinou e os seios ficaram mais volumosos.